# Les Fusils de la mère Carrar
 (février 2021).
Si vous disposez d'ouvrages ou d'articles de référence ou si vous connaissez des sites web de qualité traitant du thème abordé ici, merci de compléter l'article en donnant les références utiles à sa vérifiabilité et en les liant à la section « Notes et références ».
Les Fusils de la mère Carrar (Gewehre der Frau Carrar) est une pièce de théâtre du dramaturge allemand Bertolt Brecht écrite en 1937. 
Collaboratrice : Margarete Steffin. 
Sa première a lieu le 16 octobre 1937 à Paris, dans une mise en scène de Slátan Dudow, avec Helene Weigel (Theresa Carrar), Steffie Spira (de), Hans Altmann, Werner Florian, Günter Ruschin, S. Schidloff et Rolf Hain.

## À la télévision
- 1953 : Die Gewehre der Frau Carrar : diffusion d'une production télévisée du Berliner Ensemble avec Helene Weigel et Ekkehard Schall sur Deutschen Fernsehenfunk (DFF). Il s'agit de la première production télévisée en langue allemande d'une œuvre de Brecht[3]